# 月見るい
月見 るい（つきみ るい、2003年12月28日 - ）は、日本のグラビアアイドル、タレント。

## 略歴
2023年4月にイメージビデオ『月見るい「キミ、10代恋の予感」』（スパイスビジュアル）で活動を開始。ただしそれ以前にも撮影会モデルの経験はある。恵プロモーションに所属。デビュー作では極小水着が話題となった。
2023年4月15日、ミスヤングチャンピオン2023候補者となる。
2024年には講談社『ヤングマガジン』のWebサイト「ヤンマガWeb」内「君と僕とフェチと」企画でグラビア掲載。

## 人物
小学校1年から中学卒業まで9年間野球経験がある野球女子。小学校1年から中学2年までは男子に交じりプレイ。中学3年生で女子野球。高校では女子野球部がなかったため部活としては断念し、草野球を趣味として続けた。以降もトレーニングは趣味として続け、バッティングセンターにも通っている。ピッチングは右投げ。打者としてはスイッチヒッター。守備位置はキャッチャーを中心に全守備位置守れる。
いわゆる体育会系で育ったこともあり、ざっくばらんでさばさばした性格だが、グラビアでは「妖美な白肌」と記述されることもある。
イメージビデオ2作目ではユニフォームを着て脱いでいくシーンがあり、「なにやってるんだろう」と思ったという。
グラビアを始めてからはパイパンを公言。保湿を心がけ、ニベアを塗っている。

## 作品

### イメージビデオ
- 月見るい「キミ、10代、恋の予感」（2023年4月26日、スパイスビジュアル）[13]
- 月見るい「野球女子に恋したい!」（2023年6月28日、スパイスビジュアル）[5][14]
- コスって!恋して!月見るい（2023年10月25日、スパイスビジュアル）
- 極小ビキニのアスリート 月見るい（2023年12月20日、スパイスビジュアル）
- ふたりえっち! 月見るい 春日菜乃（2024年2月28日、スパイスビジュアル）
- 月見るい「シースルーラブ」（2024年3月27日、スパイスビジュアル）
- 月見るい「ここまでやっちゃう!?」（2024年5月29日、スパイスビジュアル）
- 月見るい「るいちゃんのA（エース＊）を狙え!」（2024年7月31日、スパイスビジュアル）
- 月見るい「メンエス学園〜るいが癒してあげるっ!〜」（2024年9月30日、スパイスビジュアル）
- 月見るい 朝霧ましろ「ふたりえっち!」（2024年10月30日、スパイスビジュアル）
- 新沢渚 月見るい「るいちゃん、そこはダメっ…【〜ふたりえっちスピンオフ〜】」（2024年12月18日、スパイスビジュアル）
- 常田めるも 月見るい「ふたりえっち!」（2025年1月30日、スパイスビジュアル）
- 月見るい「恋のバイブレーション!?」（2025年2月26日、スパイスビジュアル）
- ふたりえっち!2～ふたりきり、恋色の思い出〜朝霧ましろ・月見るい（2025年4月30日、スパイスビジュアル）
- 目指せ!特大ホームラン（2025年5月28日、スパイスビジュアル）
- 絶対に感じてはイケない月見るい（2025年8月27日、スパイスビジュアル）

#### 配信限定
- エースのIゾーン（2023年5月15日、GRAmovオリジナル動画）